# Myospila bekilyana
Myospila bekilyana är en tvåvingeart som först beskrevs av Seguy 1938.  Myospila bekilyana ingår i släktet Myospila och familjen husflugor.
Artens utbredningsområde är Madagaskar. Inga underarter finns listade i Catalogue of Life.